# Naso hexacanthus
Naso hexacanthus är en fiskart som först beskrevs av Bleeker, 1855.  Naso hexacanthus ingår i släktet Naso och familjen Acanthuridae. IUCN kategoriserar arten globalt som livskraftig. Inga underarter finns listade i Catalogue of Life.